# Forces de sécurité présidentielle
Les Forces de sécurité présidentielle sont une composante de la force terrestre yéménite avec l'armée de terre. Elles remplacent en partie la garde républicaine.

## Armement
- AK-47, SVD, RPG-7, T-54, T-62, T-72, M-60 Patton, BMP-1...